# Ludlow Griscom

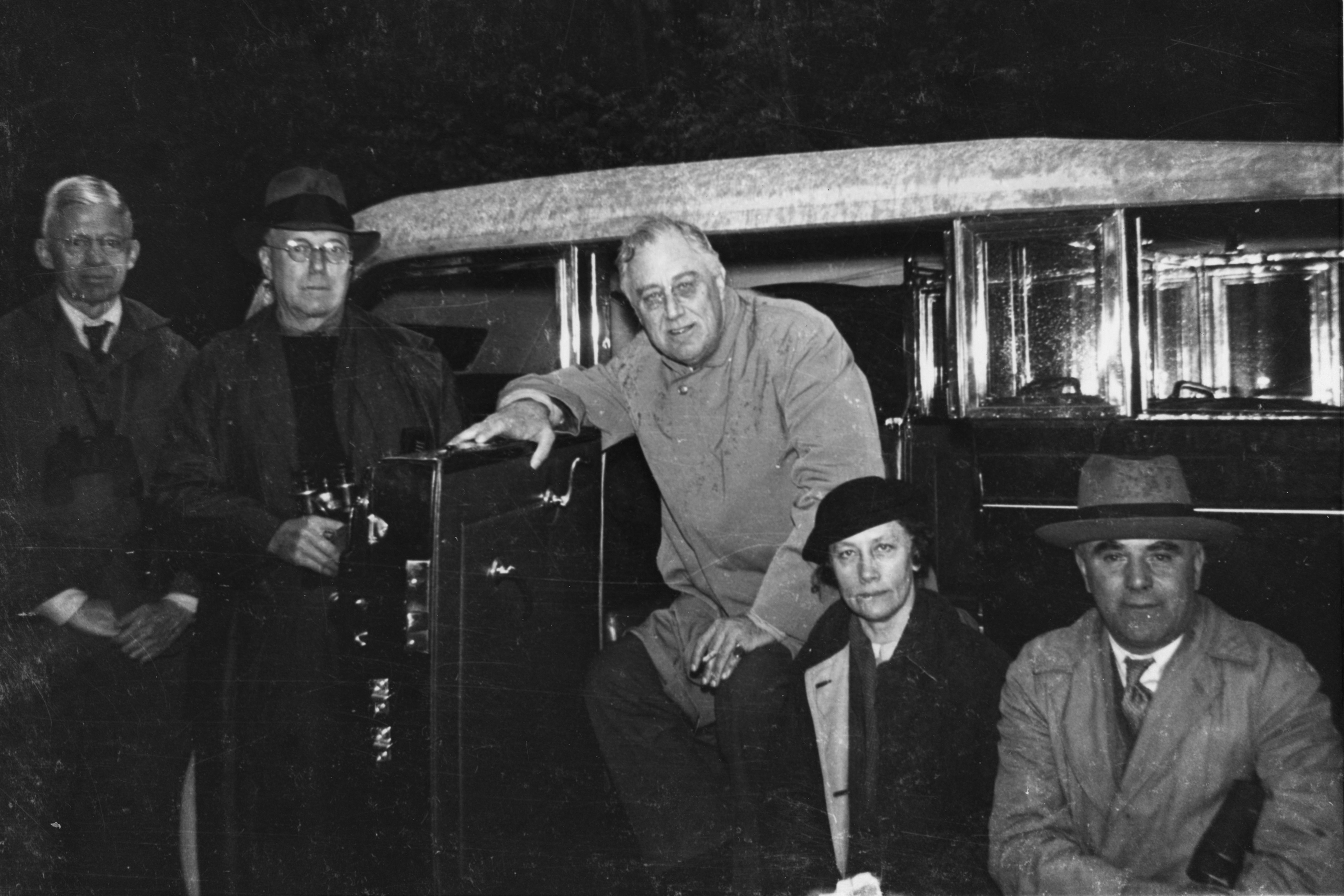
Ludlow Griscom (rechts)

Ludlow Griscom (New York, 17 juni 1890 – Cambridge (Massachusetts), 28 mei 1959) was een Amerikaanse bioloog, vooral ornitholoog, maar ook ichtyoloog en botanicus. Hij geldt als een van de voorlopers van de veldornithologie.

## Biografie

### Jeugd en opleiding
Griscom groeide op in een gezin dat ieder jaar in  Europa op vakantie ging en wende daardoor aan een international gezelschap. Hij sprak vijf talen vloeiend en kon met beperkte hulp vertalingen maken uit 18 verschillende talen. Gedurende zijn jeugd kreeg hij privé-onderwijs. Toen hij 15 jaar oud was, had hij een diploma waarmee hij toegang kon krijgen tot de universiteit. Hij bleef echter thuis en spijkerde daar zijn talenkennis verder bij en speelde piano. Toen hij 17 was ging hij naar de Columbia-universiteit. In 1912 haalde hij een Bachelor of Laws  Zijn ouders hoopten dat hij een carrière zou kiezen in de buitenlandse dienst. Hij keerde echter de rechtenstudie de rug toe en ging biologie studeren aan de Cornell-universiteit. Hij werd daar de eerste student die afstudeerde bij Arthur Augustus Allen (1885 – 1964), toen universiteitsdocent zoölogie met specialiteit ornithologie. Hij kreeg de gelegenheid onderwijs te geven aan de West Virginia University en haalde in 1915 zijn Master of Science aan de Cornell-universiteit.

### Conservator aan natuurhistorische musea
In die tijd was het heel gewoon dat vakornithologen vogels doodschoten ("verzamelen") om ze te determineren. Griscom was een van de eerste vakornithologen die liet zien dat je met een verrekijker (zijn eerste kijker was een toneelkijker die vier keer vergrootte) heel goed de soort, maar ook de sekse en andere kenmerken in het verenkleed kon onderscheiden. In de jaren 1920 was hij de leider van een groep veldornithologen die vogelwaarnemingen bijhield uit de omgeving van New York, maar daarbij elkaar uitermate kritisch de maat nam over de kwaliteit van hun waarnemingen. Vogels waarnemen werd een sport en het was de kunst om bij de jaarlijkse, door Chapman gestarte Christmas Bird Count meer dan honderd soorten te zien.
Omdat hij graag bij het American Museum of Natural History wilde werken, accepteerde hij een baan als assistent-conservator bij de afdeling vissen. In 1917 kon hij verder werken bij de afdeling vogels en bracht het daar tot adjunct conservator met Frank Michler Chapman als mentor. In 1927 bemachtigde hij een baan als assistent-conservator van de afdeling vogels bij het prestigieuze  Museum of Comparative Zoology in Cambridge (Massachusetts) (sinds 1998 onderdeel van het Harvard Museum of Natural History). In 1948 werd hij daar vogelkundig onderzoeker en redacteur.
Tijdens de periode dat hij als conservator werkte, maakte hij ontdekkingsreizen om zoölogische specimens te verzamelen in Midden-Amerika (Nicaragua, Panama, Yucatán, en Guatemala). Hij verzamelde ook planten, onder andere tijdens een speciale verzamelreis naar Newfoundland in 1925.
Ludlow Griscom was betrokken bij veel clubs en organisaties. In 1927 werd hij lid van de Linnaean Society of New York.  In 1949 werd hij gekozen tot voorzitter van de American Ornithologists' Union. Hij accepteerde de uitslag omdat hij dat een hele eer vond, maar inmiddels had hij een beroerte achter de rug; hij nam daarom spoedig ontslag als voorzitter. Ondanks zijn slechte gezondheid maakte hij in 1958 nog een lange reis door Europa en Afrika, deels vogels waarnemend vanuit een rolstoel.

## Nalatenschap
Hij heeft in zijn leven bijna 3000 vogelsoorten waargenomen. Hij beschreef zes nieuwe vogelsoorten waaronder de later uitgestorven atitlanfuut (Podilymbus gigas) en nog eens 136 ondersoorten. Daarnaast werden 17 nieuwe vissoorten door hem beschreven. Hij beschreef ook nieuwe plantensoorten; zijn afkorting in de botanische literatuur is Griscom.

### Publicaties (selectie)
- Birds of the New York City region, American Museum of Natural History, New York 1923
- (samen met Maunsell Schieffelin Crosby) Birds of the Brownsville region, Southern Texas, The Auk, Vol 42 (3), 1925, S. 432–440
- Obituaries: Maunsell Schieffelin Crosby, The Auk, Vol 48 (2), 1931, S. 320–322
- Distribution of bird life in Guatemala, Bulletin of the American Museum of Natural History, 154: 15-77, 1932
- Ornithology of the Republic of Panama, Bulletin of the Museum Comparative Zoology, 711(3): 269-289, 1935
- A monographic study of the Red Crossbill, Proceedings of the Boston Society of Natural History, 41 (5): 77-209, 1937
- Modern bird study, Harvard University Press, Cambridge 1945
- samen met Edith Folger Birds of Nantucket, Harvard University Press, Cambridge 1948
- Birds of the Concord region, a study of population trends, Harvard University Press, Cambridge 1949
- (samen met Herbert Herbert Friedmann und Robert Thomas Moore) Distributional check-list of the birds of Mexico, Pt. I, Pacific Coast Avifauna, no. 29, 1950
- (samen met Dorothy Snyder) Birds of Massachusetts, Salem Peabody Museum, Salem 1955
- (samen met Alden Holmes Miller, Herbert Friedmann und Robert Thomas Moore) Distributional check-list of the birds of Mexico, Pt. II, Pacific Coast Avifauna, no. 33: Seite 1–436, 1957
- (samen met Guy Emerson) Birds of Martha's Vineyard, Martba's Vineyard, Massachusetts 1959

- Bibsys: 2097793
- Bibliothèque nationale de France: cb11011144n (data)
- Author citation (botany): Griscom
- CiNii: DA16062743
- Gemeinsame Normdatei: 1099307147
- International Standard Name Identifier: 0000 0000 8237 6343
- Library of Congress Control Number: n85814531
- Nationale Bibliotheek van Tsjechië: mzk2015859885
- Nationale bibliotheek van Australië: 35837970
- Nationale Bibliotheek van Israël: 987007278598505171
- Nederlandse Thesaurus van Auteursnamen: 138457832
- Réseau des bibliothèques de Suisse occidentale: 02-A003321124
- LIBRIS: 333094
- SNAC: w6m62nfx
- Système universitaire de documentation: 101346360
- Trove: 1109945
- Virtual International Authority File: 55619019
- WorldCat: E39PBJhhpQYWTMjjDBykqRMkjC